# Paulownia fargesii
Paulownia fargesii är en tvåhjärtbladig växtart som beskrevs av Adrien René Franchet. Paulownia fargesii ingår i släktet Paulownia och familjen Paulowniaceae. Inga underarter finns listade i Catalogue of Life.